# المؤسسة الوطنية لحقوق الإنسان (البحرين)
المؤسسة الوطنية لحقوق الإنسان في البحرين تعد هيئة مستقلة تأسست بموجب قانون رقم (26) لسنة 2014 بهدف تعزيز وحماية حقوق الإنسان وترسيخ قيمها في المجتمع البحريني وذلك وفقا لمبادئ باريس المعتمدة دوليا. تتمتع المؤسسة بالشخصية القانونية والمالية المستقلة وتمارس مهامها بحرية وحيادية وتشمل اختصاصاتها الرصد والتقييم وتقديم المشورة ونشر ثقافة حقوق الإنسان إلى جانب تلقي الشكاوى ومتابعتها.
تلعب المؤسسة دور محوري في دعم الجهود الوطنية لمكافحة الانتهاكات مثل الاتجار بالأشخاص حيث تتابع السياسات والممارسات الرسمية وتصدر التوصيات للجهات المعنية. كما تنظم برامج تدريبية وبحثية أبرزها برنامج الزمالة البحثية الذي يستهدف الأكاديميين والمهتمين بحقوق الإنسان ويهدف إلى تنمية القدرات البحثية وتعزيز الوعي الحقوقي في المجتمع.
وتعد المؤسسة شريك فاعل في تعزيز التعاون مع المنظمات الدولية والإقليمية وتسعى إلى ترسيخ ثقافة حقوق الإنسان من خلال التوعية والتفاعل المجتمعي وتطوير التشريعات ذات الصلة مما يجعلها أحد الركائز الأساسية في منظومة الحوكمة الحقوقية في مملكة البحرين.

## إنشاء المؤسسة الوطنية لحقوق الإنسان في مملكة البحرين
أولت مملكة البحرين الأهمية القصوى لتنظيم تعزيز وحماية والرقابة على نشاط وممارسات حقوق الإنسان ورصد الانتهاكات في هذا المجال حيث اتخذت عند تنظيمها لتلك النشاط أسلوبين:
الأول: أسلوب نظام المؤسسات أو الهيئات الإدارية: حيث أنشئت المؤسسة الوطنية الحقوق الإنسان فصدر عن الملك حمد بن عيسى آل خليفة الأمر الملكي رقم (46) لسنة 2009 بإنشاء المؤسسة الوطنية لحقوق الإنسان المعدل بالأمر الملكي رقم (28) لسنة 2012.
الثاني: أسلوب إنشاء وزارة لحقوق الإنسان بموجب المرسوم رقم 60 لسنة 2011 بإعادة تسمية وتنظيم وزارة التنمية الاجتماعية وجاء في مادته الأولى أنه: تعاد تسمية وزارة التنمية الاجتماعية لتصبح وزارة حقوق الإنسان والتنمية الاجتماعية، ويعدل مسمى وزير التنمية الاجتماعية ليصبح وزير حقوق الإنسان والتنمية الاجتماعية. وفي عام 2012 صدر مرسوم ملكي رقم (40) لسنة 2012 بتعيينات وزارية من بينها تعيين وزير للدولة لشؤون حقوق الإنسان.
وبتاريخ 14 صفر 1436 هـ الموافق 6 ديسمبر 2014 صدر المرسوم الملكي رقم 83 لسنة 2014 بتشكيل الوزارة الجديدة. وقد غابت وزارتا الثقافة وحقوق الإنسان عن التشكيل الجديد كما لم يرد أي مصطلح لوزارة الدولة.
ولا شك أن إلغاء وزارة حقوق الإنسان في أغلب الدول الديمقراطية يصاحبه إنشاء سلطة إدارية مستقلة منوط بها تنظيم وتعزيز وحماية حقوق الإنسان. ولما كانت هذه السلطة منشأة بالفعل في مملكة البحرين فقد تم إعطاء المؤسسة الوطنية الدور الأساسي في مجال تعزيز وحماية حقوق الإنسان في مملكة البحرين.
وقد تم التوافق بين المؤسسة الوطنية والحكومة على ضرورة إصدار قانون جديد يؤكد على حقيقية استقلالية المؤسسة الوطنية لحقوق الإنسان، حيث منحها المزيد من الاختصاصات والصلاحيات على نحو يتوافق أكثر مع مبادئ باريس.
بناء على ما تقدم، وحتى تكون ولاية المؤسسة الوطنية لحقوق الإنسان قانونية وفقاً لما تتطلبه مبادئ باريس صدر عن السلطة التشريعية القانون رقم 26 لسنة 2014 بإنشاء المؤسسة. وحرصا من القيادة السياسية بمملكة البحرين على أن يكون قانون إنشاء المؤسسة قانوناً نموذجياً يحتذى به في المنطقة العربية صدر مرسوم بقانون رقم (20) لسنة 2016 بتعديل بعض أحكام القانون رقم (26) لسنة 2014 بإنشاء المؤسسة الوطنية لحقوق الإنسان مانحاً المؤسسة مزيداً من الاستقلال.

## الطبيعة القانونية للمؤسسة الوطنية لحقوق الإنسان في البحرين
حيث إن المادة (50) من دستور مملكة البحرين لسنة 2002 قد نصت في البند (أ) منها على أن: "ينظم القانون المؤسسات العامة وهيئات الإدارة البلدية بما يكفل لها الاستقلال في ظل توجيه الدولة ورقابتها. وبما يكفل لهيئات الإدارة البلدية إدارة المرافق ذات الطابع المحلي التي تدخل في نطاقها والرقابة عليها".
يبين مما تقدم أن الدستور البحريني أطلق لفظ المؤسسات العامة دون تفرقة بين الهيئات اللامركزية التقليدية أو الحديثة أو السلطات الإدارية المستقلة وهذا لا يمثل مشكلة فعبارة المؤسسات العامة تشمل الثلاثة أنواع كتطور لنظام اللامركزية الإدارية.
مازالت المؤسسة الوطنية لحقوق الإنسان في مملكة البحرين لا يتمتع بالقدرة على إصدار قرارات تنظيمية ملزمة لكافة سلطات الدولة بشأن أي حالة كما أنها لا تملك توقيع عقوبات إدارية على الجهات والأفراد وإنما تتمتع بالقدرة فقط على رصد انتهاكات حقوق الإنسان وإعداد تقارير سنوية إلى الملك.
ولا يغير مما تقدم قدرة تلك الهيئات على متابعة حالات انتهاك حقوق الإنسان لدى تلك المؤسسات التي علمت بحالات الانتهاك فهي لا تملك القدرة على اتخاذ قرار معين بشانها سواء بالإدانة أو بالتبرئة.
لذك فإن المؤسسة الوطنية لحقوق الإنسان في مملكة البحرين هيئة إدارية لامركزية استشارية تتمتع بالاستقلال الكامل في مواجهة سلطات الدولة الثلاثة حيث لا تخضع للرقابة الملكية أو الوصائية لأي سلطة من سلطات الدولة. وهي تخرج عن نطاق المفهوم الفني للهيئات الإدارية المستقلة نظرا لعدم تمتعها بالقدرة على اتخاذ قرارات تنظيمية ملزمة لكافة أجهزة الدولة وتوقيع عقوبات إدارية. فما زالت المؤسسات الوطنية لحقوق الإنسان ليست بديلا عن مسؤولى إنفاذ القوانين، أو أنها تؤدى وظيفة السلطة القضائية بشكل صحيح.
ويبين مما تقدم أن مبادئ باريس التي تعد مرجعاً لاستقلال المؤسسات الوطنية لحقوق الإنسان ترى أن دورها ينحصر في تقديم توصيات إلى السلطات المختصة. ومن ثم هي لا تملك توجيه تعليمات ملزمة إلى السلطة المختصة فآراؤها لا تعدو أن تكون مجرد توصيات.

## استقلال المؤسسة الوطنية لحقوق الإنسان في مواجهة السلطتين التشريعية والقضائية
نصت المادة رقم (50) من الدستور البحريني / الفصل الثاني السلطة التنفيذية (مجلس الوزراء ) والتي جاء فيها:
أ- ينظم القانون المؤسسات العامة وهيئات الإدارة البلدية بما يكفل لها الاستقلال في ظل توجيه الدولة ورقابتها، وبما يكفل لهيئات الإدارة البلدية إدارة المرافق ذات الطابع المحلي التي تدخل في نطاقها والرقابة عليها.
ب - توجه الدولة المؤسسات ذات النفع العام بما يتفق والسياسة العامة للدولة ومصلحة المواطنين.
ولم يضع المشرع البحريني قانوناً معيناً ينظم الهيئات أو المؤسسات العامة وكل ما هنالك أن المشرع عندما يرى أن هناك حاجة لإنشاء هيئة أو مؤسسة عامة يصدر مرسوما بقانون يتضمن تسميتها ومنحها الشخصية الاعتبارية.
وبالاطلاع على قانون إنشاء المؤسسة الوطنية لحقوق الإنسان رقم (26) لسنة 2014 المعدل بموجب المرسوم بقانون رقم (20) لسنة 2016:
لم يشر من قريب أو بعيد إلى تبعية المؤسسة الوطنية لحقوق الإنسان بمملكة البحرين لأي من هاتين السلطتين، مما يعنى حريتها في ممارسة اختصاصاتها دون تدخل من تلك السلطتين، ومن ثم لا تملك أي سلطة منهما تجاهها أي سلطات رئاسية من حيث المتابعة أو الإشراف أو الرقابة، ولا توجه إليها من أي من السلطتين أوامر تضمن التصرف منها على نحو معين وبصفة إلزامية، الأمر الذي يؤكد على عدم تبعيتها ومن ثم استقلالها في مواجهتهما.
علاوة على ما تقدم، لم يتطلب المشرع البحريني موافقة السلطة التشريعية أو القضائية أو تصديقهما على قيام المؤسسة الوطنية بأحد اختصاصاتها أو صلاحياتها فهي حرة تفعل أو لا تفعل، وإن فعلت تختار الوقت الذي تفعل فيه.
إن المؤسسة الوطنية لحقوق الإنسان بمملكة البحرين مثلها مثلاً بهيئة أو مؤسسة عامة موضع مساءلة سياسية أمام السلطة التشريعية.

## استقلال المؤسسة الوطنية لحقوق الإنسان في مواجهة السلطة التنفيذية
بالاطلاع على قانون إنشاء المؤسسة الوطنية لحقوق الإنسان رقم (26) لسنة 2014 المعدل بموجب المرسوم بقانون رقم (20) لسنة 2016 لم يشر من قريب أو بعيد إلى تبعية المؤسسة الوطنية لحقوق الإنسان بمملكة البحرين إلى أي جهة من جهات السلطة التنفيذية، فلم يلحقها أو يتبعها بأي جهة في السلطة التنفيذية سواء للملك رئيس السلطة التنفيذية أو لرئيس مجلس الوزراء أو لأحد الوزراء ، ومن ثم لا يمارس أي وزير أو حتى رئيس الوزراء والملك تجاهها أي سلطات رئاسية سواء بالنسبة للمتابعة أو الإشراف أو الرقابة فالحكومة المركزية لا توجه إليها أوامر تضمن التصرف على نحو معين وبصفة إلزامية.
الأكثر من ذلك أن الهيئات أو المؤسسات العامة وإن كانت تخضع للرقابة الوصائية لوزارة من الوزارات التي يدخل نشاطها في مجال عمل الوزارة فإن هذا غير متحقق في المؤسسة الوطنية لحقوق الإنسان؛ حيث إنها لا تخضع للرقابة الوصائية لأي وزارة فلم يرد في قانون إنشائها ما يشير من قريب أو بعيد إلى ممارسة الحكومة المركزية لأي دور رقابي عليها. فليس هناك قرارات تصدر من المؤسسة الوطنية يتوقف نفاذها على تصديق أو الإذن من أحد أعضاء السلطة التنفيذية، كما أن الحكومة المركزية لا تملك قانونا وقف تنفيذ أو إلغاء أي عمل من أعمال المؤسسة الوطنية، كما أن الحكومة المركزية غير مخولة قانوناً بممارسة سلطة الحلول في مباشرة أي من اختصاصات المؤسسة.
علاوة على ما تقدم تخضع المؤسسة الوطنية لحقوق الإنسان الرقابة ديوان الرقابة المالية والإدارية حيث تنص المادة العشرون من قانون إنشاء المؤسسة الوطنية لحقوق الإنسان على أنه: "..... وتخضع حساباتها الرقابة ديوان الرقابة المالية والإدارية". ولما كانت المادة الأولى من المرسوم بقانون بإنشاء ديوان الرقابة المالية رقم (16) لسنة 2002 نصت على أن يتولى الديوان مهمة الرقابة المالية على أموال الدولة وأموال الجهات المنصوص عليها في المادة (4) من هذا القانون، ويتحقق بوجه خاص من سلامة ومشروعية استخدام هذه الأموال وحسن إدارتها، وذلك على الوجه المنصوص عليه في هذا القانون. ولما كان قانون إنشاء المؤسسة نص على ذلك فهذا إشارة إلى اعتبار المؤسسة ضمن الجهات الإدارية التابعة للدولة، فهي لا تعمل بمعزل عن الدولة.
لذلك فإن اعتبار المؤسسة الوطنية لحقوق الإنسان في مملكة البحرين هيئة أو مؤسسة إدارية تابعة للدولة تدخل ضمن الجهاز الإداري للدولة، ولكنها لا تدخل ضمن الهيكل التنظيمي الإداري لأي جهة من جهات السلطة المركزية أو السلطات اللامركزية، ومن ثم فإنها لا تخضع للرقابة الملكية أو الوصائية للسلطة المركزية وتعتبر الحكومة مسؤولة عنها أمام البرلمان بموجب الدستور.
ولا يغير من ذلك كون قرار تعيين مجلس المفوضين يصدر من الملك، فالملك وإن كان رأس السلطة التنفيذية إلا أنه رأس الدولة أيضاً، وصدور القرار من الملك لا يمس استقلال المؤسسة الوطنية لحقوق الإنسان، فالأحكام القضائية تصدر باسمه وتعيين وترقية القضاة يصدر من الملك ولم ولن يقل أحد بعدم استقلال القضاة.